# Пежо 104
Пежо 104 је био супермини који је дизајнирао Паоло Мартин и производила француска компанија Пежо између 1972 и 1988. То је био први модел произвођен у компанијином Мулхаус постројењу. То је такође био први нови Пежо представљен од 1955. године који није био доступан са дизел опцијом.